# Sylvaine Duban
Pour les articles homonymes, voir Duban.
Sylvaine Duban, née le 9 juin 1949 à Saint-Étienne, est une patineuse artistique française, double championne de France en 1967 et 1968.

## Biographie

### Carrière sportive
Sylvaine Duban est double championne de France en 1967 à Boulogne-Billancourt et en 1968 à Lyon.
Elle représente la France à trois championnats européens (1964 à Grenoble, 1967 à Ljubljana et 1968 à Västerås), un mondial (1967 à Vienne) et aux Jeux olympiques d'hiver de 1968 à Grenoble.
Elle quitte les compétitions sportives après les Jeux olympiques de 1968.

## Palmarès
| Compétition             | 1964    | 1965    | 1966    | 1967    | 1968    |  |  |  |  |  |  |  |  |  |
| Jeux olympiques d'hiver |         |         |         |         | 27e     |  |  |  |  |  |  |  |  |  |
| Championnats du monde   |         |         |         | 18e     |         |  |  |  |  |  |  |  |  |  |
| Championnats d’Europe   | 19e     |         |         | 12e     | 19e     |  |  |  |  |  |  |  |  |  |
| Championnats de France  |         | 2e      |         | 1re     | 1re     |  |  |  |  |  |  |  |  |  |
|                         |         |         |         |         |         |  |  |  |  |  |  |  |  |  |
| Autre Compétition       | 1963/64 | 1964/65 | 1965/66 | 1966/67 | 1967/68 |  |  |  |  |  |  |  |  |  |
| Trophée Richmond        |         |         | 10e     | 6e      |         |  |  |  |  |  |  |  |  |  |
|                         |         |         |         |         |         |  |  |  |  |  |  |  |  |  |